# Mistrzostwa Europy w Szermierce 2019
Mistrzostwa Europy w Szermierce 2019 odbyły się w Düsseldorfie w Niemczech w dniach 17-22 czerwca 2019 r. w hali Messe Düsseldorf. 

## Harmonogram
| ● | Ceremonia otwarcia | ● | Finały | ● | Ceremonia zamknięcia |

| czerwiec             | czerwiec             | 17        | 18        | 19        | 20        | 21        | 22        | Ogółem |
| -------------------- | -------------------- | --------- | --------- | --------- | --------- | --------- | --------- | ------ |
| Ceremonia            | Ceremonia            | ●         |           |           |           |           | ●         |        |
| Floret indywidualnie | Floret indywidualnie | Mężczyźni | Kobiety   |           |           |           |           | 2      |
| Szpada indywidualnie | Szpada indywidualnie |           | Mężczyźni | Kobiety   |           |           |           | 2      |
| Szabla indywidualnie | Szabla indywidualnie | Kobiety   |           | Mężczyźni |           |           |           | 2      |
| Floret drużynowo     | Floret drużynowo     |           |           |           | Mężczyźni | Kobiety   |           | 2      |
| Szpada drużynowo     | Szpada drużynowo     |           |           |           |           | Mężczyźni | Kobiety   | 2      |
| Szabla drużynowo     | Szabla drużynowo     |           |           |           | Kobiety   |           | Mężczyźni | 2      |
| Łącznie złote medale | Łącznie złote medale | 2         | 2         | 2         | 2         | 2         | 2         | 12     |

## Medaliści

### Mężczyźni
| Złoto                                                                       | Srebro                                                                             | Brąz                                                                       |
| Floret                                                                      |                                                                                    |                                                                            |
| Alessio Foconi                                                              | Daniele Garozzo                                                                    | Aleksiej Czeriemisinow Enzo Lefort                                         |
| Francja · Erwann Le Péchoux · Enzo Lefort · Julien Mertine · Maxime Pauty   | Niemcy · Peter Joppich · Benjamin Kleibrink · Luis Klein · André Sanità            | Włochy · Giorgio Avola · Andrea Cassarà · Alessio Foconi · Daniele Garozzo |
| Szpada                                                                      |                                                                                    |                                                                            |
| Yuval Freilich                                                              | Andrea Santarelli                                                                  | Jiří Beran Enrico Garozzo                                                  |
| Rosja · Siergiej Bida · Nikita Głazkow · Siergiej Chodos · Pawieł Suchow    | Dania · Patrick Jørgensen · Kenneth Knudsen · Troels Robl · Frederik von der Osten | Węgry · Dániel Berta · Máté Koch · András Rédli · Gergely Siklósi          |
| Szabla                                                                      |                                                                                    |                                                                            |
| Wieniamin Rieszetnikow                                                      | Kamil Ibragimow                                                                    | Sandro Bazadze Max Hartung                                                 |
| Niemcy · Max Hartung · Björn Hübner-Fehrer · Matyas Szabo · Benedikt Wagner | Węgry · Tamás Decsi · Csanád Gémesi · András Szatmári · Áron Szilágyi              | Włochy · Enrico Berrè · Luca Curatoli · Aldo Montano · Luigi Samele        |

### Kobiety
| Złoto                                                                                         | Srebro                                                                              | Brąz                                                                           |
| Floret                                                                                        |                                                                                     |                                                                                |
| Elisa Di Francisca                                                                            | Inna Dierigłazowa                                                                   | Ysaora Thibus Alice Volpi                                                      |
| Rosja · Inna Dierigłazowa · Anastasija Iwanowa · Łarisa Korobiejnikowa · Adielina Zagidullina | Francja · Anita Blaze · Solène Butruille · Pauline Ranvier · Ysaora Thibus          | Włochy · Elisa Di Francisca · Arianna Errigo · Francesca Palumbo · Alice Volpi |
| Szpada                                                                                        |                                                                                     |                                                                                |
| Coraline Vitalis                                                                              | Marie-Florence Candassamy                                                           | Alexandra Ndolo Ewa Trzebińska                                                 |
| Polska · Renata Knapik-Miazga · Magdalena Piekarska · Ewa Trzebińska · Aleksandra Zamachowska | Rosja · Tatjana Andriuszyna · Wioletta Chrapina · Wioletta Kołobowa · Lubow Szutowa | Włochy · Alice Clerici · Rossella Fiamingo · Federica Isola · Mara Navarria    |
| Szabla                                                                                        |                                                                                     |                                                                                |
| Olha Charłan                                                                                  | Manon Brunet                                                                        | Anna Márton Sofja Wielika                                                      |
| Rosja · Jana Jegorian · Olga Nikitina · Sofija Pozdniakowa · Sofja Wielika                    | Węgry · Renáta Katona · Luca László · Anna Márton · Liza Pusztai                    | Francja · Cécilia Berder · Manon Brunet · Charlotte Lembach · Caroline Queroli |

## Źródła
1. ↑  Düsseldorf prepares to host 2019 European Fencing Championships, www.insidethegames.biz, 1560 [dostęp 2019-07-07].